# کیوک مراد پاشا
کویوک مراد پاشا به ترکی (kuyuku murat pasa) از مهم‌ترین وزیران و سمت داران تاریخ عثمانیست.

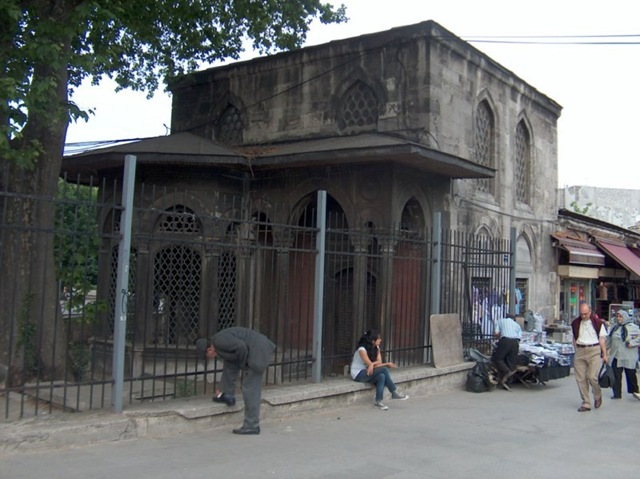
نمایی از ورودی مقبرهٔ کویوک مراد پاشا - ۲۰۱۳

## زندگی
او در سال ۱۵۳۵ در بوسنی متولد شد. در جوانی و در زمان سلطان سلیمان قانونی به ارتش پیوست. او دارای اصلیت کروات است. در زمان سلطان مراد سوم حاکم یمن و کرامان بود. در جنگ مجارستان فرماندهٔ بخشی از لشکر عثمانی بود و در پیروزی سال ۱۵۹۶ نقش بسیار زیادی داشت و سلطان محمد سوم را بسیار تحت تأثیر قرار داد. در زمان سلطان احمد اول بعد از مرگ درویش محمدپاشا بوسنوی (۹ دسامبر ۱۶۰۶) به مقام صدر اعظمی دست یافت و چندی بعد توانست شورش صد ساله آناتولی معروف به شورش جلالی‌ها را از بین برد. او در جنگ‌های عثمانی و صفوی شرکت داشت و در سال ۱۶۱۱ در میان جنگ، در دیاربکر از دنیا رفت. جنازه اش را به استانبول انتقال دادند و در محل کاباتاش (بشیکتاش) استانبول دفن کردند.

### لقب
واژه کویوک (کویوجو) را به معنی گورکن را سلطان احمد وقتی مراد پاشا تعدادی از اسرای شورشی آناتولی را زنده به گور کرد به وی داد.